# Costinha
Costinha (Francisco José Rodrigues da Costa), född 1 december 1974 i Lissabon, är en portugisisk före detta fotbollsspelare (mittfältare) och numera tränare.
Costinha har tidigare bland annat representerat Atalanta BC, Atlético Madrid, FC Porto, FC Dynamo Moskva AS Monaco och Nacional.
Costinha representerade sitt land under VM 2006 i Tyskland där han bland annat blev utvisad mot Nederländerna i åttondelsfinalen efter två gula kort.